# Giant Baba
Shohei Baba (馬場 正平 Baba Shōhei?) (23 de enero de 1938-31 de enero de 1999) fue un luchador y promotor de lucha libre profesional japonés, más conocido por su nombre artístico Giant Baba. Conocido por su carrera en la empresa fundada por él, All Japan Pro Wrestling, Baba es considerado la segunda leyenda del puroresu junto con su antiguo compañero de equipo Antonio Inoki.

## En lucha
- Movimientos finales
  - 16-bun Kick[2] (Running arched big boot)[1]
  - Boston crab[1][3]

- Movimientos de firma
  - Giant Buster[2] (Russian legsweep)[1]
  - Coconut Crush[2] (Headlock facebreaker knee smash)
  - Abdominal strecht
  - Armbreaker
  - Atomic drop
  - Big boot
  - Brain chop[1]
  - Diving knee drop
  - Dropkick
  - High-impact headbutt[1]
  - Running leg drop
  - Running neckbreaker[1][2][3]
  - Sitout belly to back piledriver
  - Surfboard
  - Swinging neckbreaker[1]

- Apodos
  - "Tōyō no Kyojin" (東洋の巨人 Tōyō no Kyojin?, "El Gigante de Oriente")[1][2]

## Campeonatos y logros
- All Japan Pro Wrestling
  - All Asia Heavyweight Championship (1 vez)
  - PWF World Heavyweight Championship (4 veces)
  - NWA World Heavyweight Championship (3 veces)
  - NWA International Tag Team Championship (6 veces) - con Jumbo Tsuruta
  - Champion Carnival (1973)
  - Champion Carnival (1975)
  - Champion Carnival (1977)
  - Champion Carnival (1978)
  - Champion Carnival (1981)
  - Champion Carnival (1982)
  - World's Strongest Tag Determination League (1978)
  - World's Strongest Tag Determination League (1980) - con Jumbo Tsuruta

- Japan Wrestling Association
  - NWA International Heavyweight Championship (3 veces)
  - NWA International Tag Team Championship (6 veces) - con Michiaki Yoshimura (1), Antonio Inoki (4) y Seiji Sakaguchi (1)
  - All Asia Tag Team Championship (3 veces) - con Toyonobori
  - World Big League (6 veces)

- NWA Detroit
  - NWA World Tag Team Championship (Detroit version) (1 vez) - con Jumbo Tsuruta

- Pro Wrestling Illustrated
  - Situado en el Nº10 con Jumbo Tsuruta en los 100 mejores tag teams de la historia - PWI Years, 2003
  - Situado en el Nº26 dentro de los 500 mejores luchadores de la historia - PWI Years, 2003

- Wrestling Observer Newsletter
  - WON 5 Star Match (1994) con Mitsuharu Misawa & Kenta Kobashi contra Masanobu Fuchi, Akira Taue & Toshiaki Kawada el 13 de febrero
  - WON Mejor booker (1989)
  - WON Mejor booker (1990)
  - WON Mejor booker (1991)
  - WON Promoter del año (1990)
  - WON Promoter del año (1991)
  - WON Promoter del año (1992)
  - WON Promoter del año (1993)
  - WON Promoter del año (1994)
  - WON Peor equipo (1990) con André the Giant
  - WON Peor equipo (1991) con André the Giant
  - WON Hall of Fame (clase de 1996)

- Professional Wrestling Hall of Fame and Museum
  - Clase de 2008

- Tokyo Sports Grand Prix
  - Luchador del año (1975)
  - Luchador del año (1979)
  - Actuación destacada (1974)
  - Actuación destacada (1980)
  - Premio a la popularidad (1988)
  - Premio especial a la popularidad (1976)
  - Premio especial a los logros (1999)
  - Premio a las más de 5000 luchas (1993)
  - Gran premio especial (1974)
  - Gran premio especial (1977)
  - Gran premio especial (1980)
  - Premio especial por el 30 aniversario (1990)[4]
  - Equipo del año (1978) - con Jumbo Tsuruta
  - Equipo del año (1980) - con Jumbo Tsuruta
  - Equipo del año (1982) - con Jumbo Tsuruta
  - Lucha del año (1979) con Antonio Inoki contra Abdullah the Butcher & Tiger Jeet Singh el 26 de agosto
  - Lucha del año (1980) con Jumbo Tsuruta contra Terry Funk & Dory Funk, Jr. el 11 de diciembre
  - Lucha del año (1981) contra Verne Gagne el 18 de enero
  - Lucha del año (1982) contra Stan Hansen el 4 de febrero

- Puroresu Hall of Fame
  - Clase de 1996[5]